# Robrecht III van der Marck

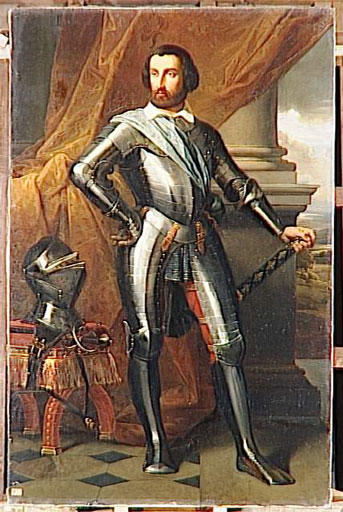
Robrecht Fleuranges III van der Marck

Robrecht Fleuranges III van der Marck (Frans: Robert III de La Marck de Bouillon, Sedan, 1491 - 1537) was hertog van Bouillon en heer van Fleuranges. 
Hij was de zoon van Robrecht II van der Marck en vader van Robrecht IV van der Marck. 
Op tienjarige leeftijd kwam hij aan het het hof van Lodewijk XII van Frankrijk. Later voerde hij vooral oorlog in Italië voor de Franse koning tegen de keizer. Hij werd in 1525 gevangengenomen en keizer Karel V hield hem in Vlaanderen gevangen. In die periode verleende de Franse koning hem de eretitel van maarschalk van Frankrijk. In gevangenschap schreef hij ook zijn memoires, die in 1735 verschenen.